# Лукас, Энтони
Энтони Лукас (англ. Anthony Lucas, род. 25 февраля 1965 года в Брисбене, штат Квинсленд, Австралия) — австралийский художник, иллюстратор, режиссёр игровых и анимационных фильмов, детских телесериалов, автор инсталляций. Является учредителем и владельцем независимой анимационной студии «Spindly Figures», располагающейся в Мельбурне, Австралия. Его два мультфильма, «Загадочные географические исследования Джаспера Морелло» и «Задерживая дыхание», были номинированы на Каннских международных кинофестивалях 2005 и 2002 годов на Золотую пальмовую ветвь в категории Лучший короткометражный фильм, а первый из этих фильмов ещё и на премию «Оскар» (Лучший короткометражный фильм, 2006 год).

## Биография
Родился в городе Брисбен в Австралии.
Первым опытом в мультипликации стал короткометражный фильм «And the Lighthouse Made Three» (1987 год). Сам режиссёр утверждает, что пришёл к силуэтной анимации случайно и не испытывал влияния творчества Лотты Райнигер. Однажды, во время работы над традиционным мультфильмом, погас свет. «У меня были модели, которые превратились в силуэты. Это оказалось счастьем для меня», — рассказывал сам режиссёр. Уже четвёртый фильм режиссёра «Тонкий плод» (1999 год) был удостоен наград и номинаций трёх международных кинофестивалей. Его творчество навеяно мотивами готического романа, но включает в себя и юмористические элементы. О своих фильмах режиссёр говорит в интервью:

«Мне нравится одиночка, персонажи, которые пытаются вписаться в мир, но этот мир часто включает в себя готический ужас или экзотические монстров. Или кроликов».
В 2002 году создал спецэффекты для фильма «Королева проклятых» режиссёра Майкла Раймера. В частности, средствами мультипликации была создана сцена пробуждения вампира Лестата от звуков рок-музыки, исходящих из дома на соседней улице.
Широкую международную известность режиссёру принёс короткометражный фильм «Задерживая дыхание», номинированный на Золотую пальмовую ветвь Каннского кинофестиваля в 2002 году. Мрачный силуэтный рассказ об одиноком старике разыскивающем своего потерянного во время наводнения сына. Рассказ в мультфильме ведётся от лица девочки, встретившей этого старика.
Вершиной творчества стал 26-минутный мультфильм «Загадочные географические исследования Джаспера Морелло», снятый в 2006 году. Он был вдохновлён произведениями Жюля Верна и Эдгара По. Фильм снят как силуэтная анимация, но с использованием большого количества новых в то время технологий Сюжет мультфильма: Джаспер Морелло, навигатор воздушного корабля, страдая от стыда за совершённую ужасную ошибку, отправляется в путешествие из зараженного чумой города. Он надеется, что во время этого путешествия сможет искупить свою вину. Путешествие приводит Джаспера на остров, где обитает ужасное существо, которое может быть лечением для чумы. Фильм был номинирован на Каннском международном кинофестивале 2005 год на Золотую пальмовую ветвь в категории Лучший короткометражный фильм и на премию «Оскар» (Лучший короткометражный фильм, 2006 год).
Режиссёр не сумел развить свой успех, целый ряд его проектов не был осуществлён из-за опасений продюсеров по поводу успеха силуэтных фильмов у публики. Энтони Лукас на время сосредоточился на инсталляциях и иллюстрациях к книгам, снимая время от времени мультипликационные и игровые детские сериалы для Australian Children’s Television Foundation («Black Knight White Witch» и «My Strange Pet»).
В настоящее время вернулся к режиссуре. В 2014 году снял эпизод фильма «10 мгновений судьбы». Коллективный фильм является вольной экранизацией рассказов австралийского писателя Тима Уинтона. Книга состоит из эпизодов жизни одной семьи в различные периоды жизни. В фильме героев в каждой новой новелле исполняют разные актеры.
В 2015 году поставил спектакль «A Moon Safari by Steam Bicycle», сочетающий мультимедиа, анимацию, музыку и живых кукол. В нём были использованы мотивы произведений Жюля Верна, детали повседневной жизни и характеры Викторианской эпохи. Спектакли проходят с успехом на двух сеансах каждый день. Продолжительность спектакля составляет 45 минут.

## Художественное творчество
Широкую известность и интерес публики вызвала инсталляция «The Faulty Fandangle» в Кабинете Энтони Лукаса, объединяющая кино и робототехнику, созданная для Australia Centre of the Moving Image (была размещена на площади Федерации в Мельбурне). Гленном Андерсоном были созданы роботы и разработаны механизмы управления ими, Джулия Лукас работала над дизайном. Энтони Лукас выступил руководителем проекта и разработал силуэтную анимацию. Сам проект был размещен в камере, зрители рассматривали её содержимое через специальные окна, имитирующие иллюминаторы.
В качестве художника-иллюстратора выступил в Worldshaker Series — иллюстрациях к книгам Ричарда Харланда в стиле фэнтези, сделанных в жанре силуэтного рисунка.
В 2012 году выставлял свои инсталляции на крупной выставке современного искусства The Antipodean Steampunk Show в Галерее Брисбена.

## Фильмография (в качестве режиссёра художественного кино)
| Год  | Название фильма | Режиссёр | Продюсер | Автор сценария | Награды |
| ---- | --- | -------- | -------- | -------------- | --- |
| 1987 | And the Lighthouse Made Three (Австралия, 6 минут)                                                                                      | Да       |          |                | |
| 1988 | Страна теней (Shadowlands, Австралия, 6 минут 30 секунд)                                                                                | Да       |          |                | |
| 1991 | Амфибия (The Amphibian, Австралия, 6 минут)                                                                                             | Да       |          |                | |
| 1994 | Wasted (Австралия) | Да       |          |                | |
| 1994 | Вонючий Клоун (Smelly The Clown, Австралия, 5 минут)                                                                                    | Да       |          |                | |
| 1999 | Тонкий плод (Slim Pickings, Австралия, 5 минут)                                                                                         | Да       |          |                | Победитель — Melbourne International Film Festival 1999 (Creative Excellence in an Australian Short Film). Номинации Australian Film Institute 1999 (Лучший короткометражный анимационный фильм) и Chicago International Film Festival 1999 (Лучший короткометражный фильм). |
| 2000 | SBS Id’s (Австралия, 4 фрагмента по 20 секунд)                                                                                          | Да       | Да       | Да             | |
| 2000 | Плохая девочка Эми (Bad Baby Amy: A Story from Australia, Австралия, США, 13 минут, эпизод в ТВ сериале «Сказки народов мира»)          | Да       |          |                | |
| 2002 | Задерживая дыхание (Holding Your Breath, Австралия, 6 минут)                                                                            | Да       | Да       |                | Победитель — Bilbao International Festival of Documentary and Short Films 2002 в номинации Анимация. Номинация Каннского международного кинофестиваля 2002 (на Золотую пальмовую ветвь в категории Лучший короткометражный фильм) |
| 2005 | Загадочные географические исследования Джаспера Морелло (The Mysterious Geographic Explorations of Jasper Morello, Австралия, 26 минут) | Да       | Да       | Да             | Победитель — Annecy International Animated Film Festival 2005 (The Annecy Cristal), Australian Film Institute 2005 (номинации — Лучшая короткометражная анимация и Outstanding Achievement in Craft in a Non-Feature), Boston Independent Film Festival 2006 (Специальный приз жюри), Dragon*Con Independent Film Festival 2005 (Лучший анимационный фильм), IF Awards 2005 (Лучший анимационный фильм), Valladolid International Film Festival 2005 (Лучший короткометражный фильм), Palm Springs International ShortFest 2005 (2-е место в номинации "Лучшая анимация). Номинация на премию «Оскар» 2006 (Лучший короткометражный фильм). Еще 2 номинации на международных фестивалях. |
| 2008 | Мой кролик Хоппи (My Rabit Hoppy, Австралия, 3 минуты)                                                                                  | Да       |          | Да             | Победитель — Palm Springs International ShortFest 2008 (Hi-Five To Lo-Fi Award). Номинация Каннского международного кинофестиваля 2008 (на Золотую пальмовую ветвь в категории Лучший короткометражный фильм) |
| 2010 | Black Knight White Witch. (Австралия, 10 серийный ТВ мультфильм, серия по 45 секунд)                                                    | Да       |          |                | |
| 2011 | My Strange Pet (Австралия, ТВ сериал в 10 эпизодах по 1 минуте)                                                                         | Да       |          |                | |
| 2014 | Damaged Goods (The Turning, Австралия, эпизод в коллективном фильме 10 мгновений судьбы)                                                | Да       |          |                | 6 наград победителя и 10 номинаций для коллектива авторов |

## Нереализованные проекты
- 2005 год. Проект мультфильма «Терминатор», где действие было перенесено в средние века, куда отправляется заглавный герой, чтобы уничтожить Джона Коннора.
- Мультфильм «Larklight». Проект планировала осуществить студия Warner Bros. Сценарий был основан на фэнтези-романе о двух детях, ищущих мать в Солнечной системе.
- Экранизации «Портрета Дориана Грея», «Падения дома Ашеров» и «Франкенштейна, или Современного Прометея», силуэтные вариации на тему фильмов «Метрополис» Фрица Ланга и «Муха» Дэвида Кроненберга.
- Детский детективный художественный фильм на основе романа фэнтези Blue Balliet, в котором планировалось участие Энтони Хопкинса. Он должен был сыграть Чарльза Форта — американского исследователя «непознанного», составителя справочников по сенсациям, публициста и родоначальника уфологического движения.
- «Три путешествия» — мультипликационный фильм (цикл из трёх фильмов), который должен был стать историей путешествий Джаспера Морелло. Продолжительность (по уже существующему сценарию) — два с половиной часа. «Загадочные географические исследования Джаспера Морелло» задумывались как первая часть этого цикла. Второй и третий фильмы так и не были запущены в производство. Сюжет второй части: В приграничном городе в Карпатах Джаспер Морелло обнаруживает, что его бывший противник доктор Клод Белгоун жив. Его ум разрушен, но Клод вспоминает о загадочном городе Альто Mea, который может дать шанс Джасперу воссоединиться со своей женой Амелией. Морелло отправляется в путешествие за секретами Альто Mea, побуждаемый мотивами искупления и любви.